# Symphoromyia montana
Symphoromyia montana är en tvåvingeart som beskrevs av Aldrich 1915. Symphoromyia montana ingår i släktet Symphoromyia och familjen snäppflugor. Inga underarter finns listade i Catalogue of Life.